# Klebwald (Naturschutzgebiet)
Das Naturschutzgebiet Klebwald liegt auf dem Gebiet der baden-württembergischen Gemeinde Neuhausen im Enzkreis.

## Kenndaten
Es wurde mit Verordnung des Regierungspräsidiums Karlsruhe vom 24. Januar 1978 als Naturschutzgebiet ausgewiesen. Das NSG wird unter der Schutzgebietsnummer 2.034 geführt und hat eine Größe von 22,8 Hektar. Der CDDA-Code für das Naturschutzgebiet lautet 82074 und entspricht der WDPA-ID.

## Lage
Das Gebiet liegt rund sechs Kilometer nordwestlich von Neuhausen, nur durch die Nagold und die B 465 getrennt östlich der Gemeinde Unterreichenbach und gehört zum Naturraum 150-Schwarzwald-Randplatten innerhalb der naturräumlichen Haupteinheit 15-Schwarzwald.
Es wird eingeschlossen von Landschaftsschutzgebieten, und zwar auf drei Seiten von dem rund 1.936 Hektar großen Gebiet Nr. 2.36.041-Neuhausen-Biet und im Osten vom Landschaftsschutzgebiet für den Stadtkreis Pforzheim, das die Nummer 2.31.001 trägt und 5.970 Hektar groß ist. Es ist außerdem Teil des rund 1.902 Hektar großen FFH-Gebiets Nr. 7118-341 Würm-Nagold-Pforte.
Unter dem gleichen Namen besteht auch ein 82,4 Hektar großer Bannwald, das NSG liegt in der südöstlichen Ecke des Bannwaldes.

## Schutzzweck
Wesentlicher Schutzzweck ist die Erhaltung des blockreichen Buntsandsteinhanges über dem Nagoldtal sowie des lindenreichen, wärmeliebenden Gesteinblockwaldes (artenreicher, urwaldähnlicher „Klebwald“). Durch Pflegemaßnahmen soll die übrige Waldvegetation in den derzeit noch forstlich genutzten Gebietsteilen an die vorhandene urwaldähnliche Vegetation angepasst werden.

## Walderlebnispfad Klebwald
Die Forstverwaltung richtete Pfade ein, die zu einer Entdeckung des Bannwalds einladen und gleichzeitig Lehrreiches über den Bannwald vermitteln sollen. An verschiedenen Stationen wird ein mit dem Wald zusammenhängendes Thema aufgegriffen. Diese Pfade richten sich vorrangig an Kinder. 
Der Walderlebnispfad hat eine Länge von etwa 2 Kilometer, dabei ist ein Höhenunterschied von rund 50 Meter zu bewältigen. 

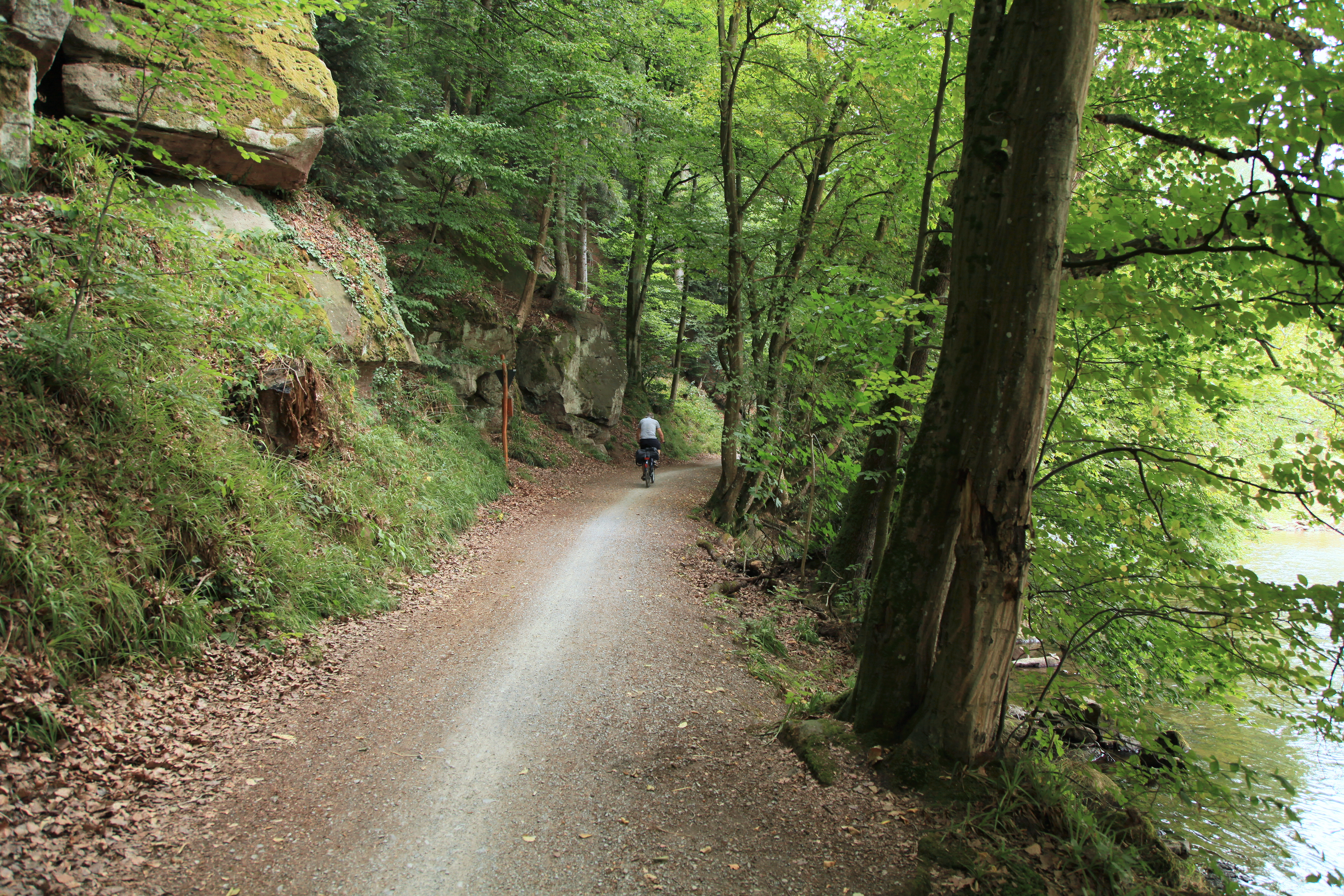
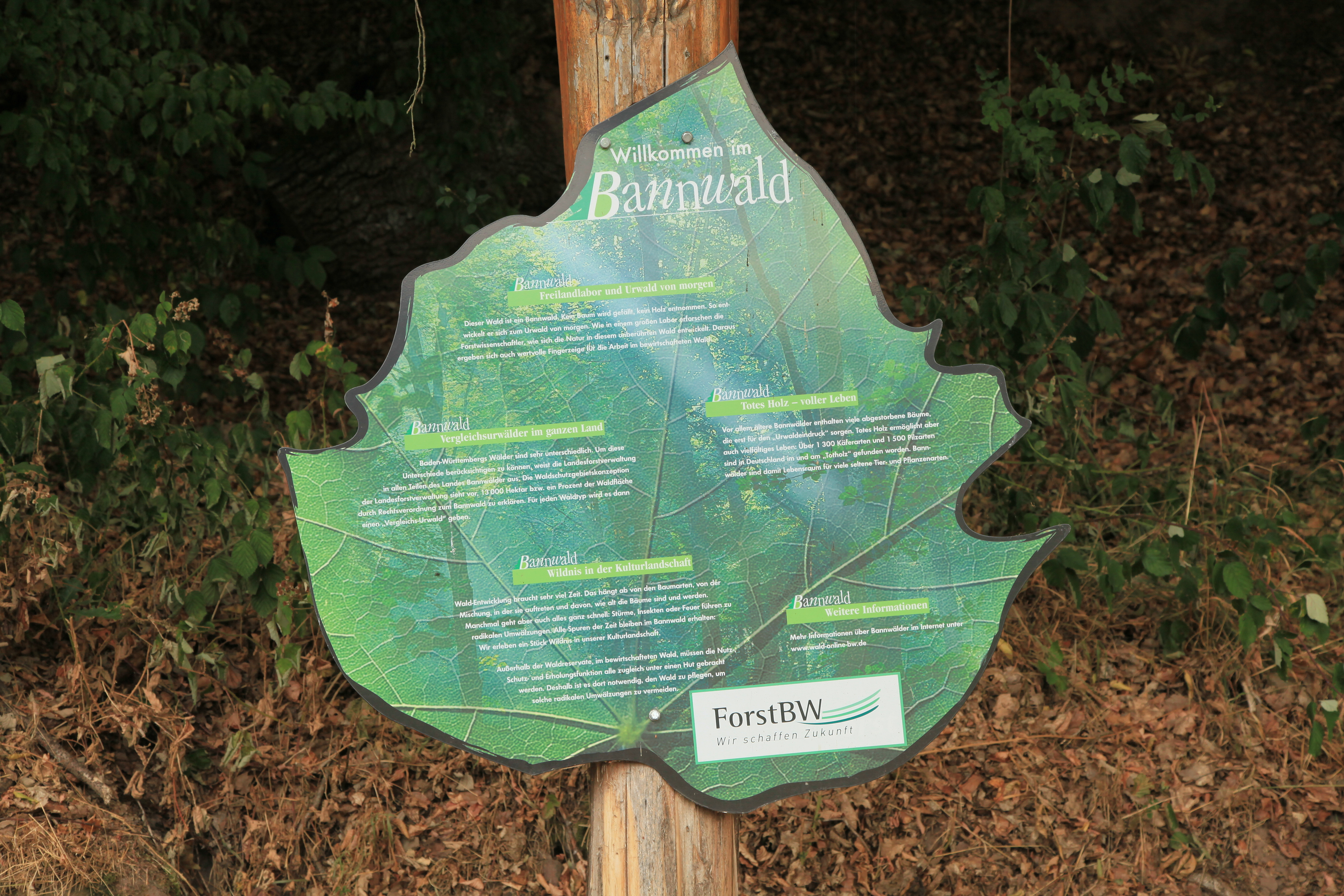
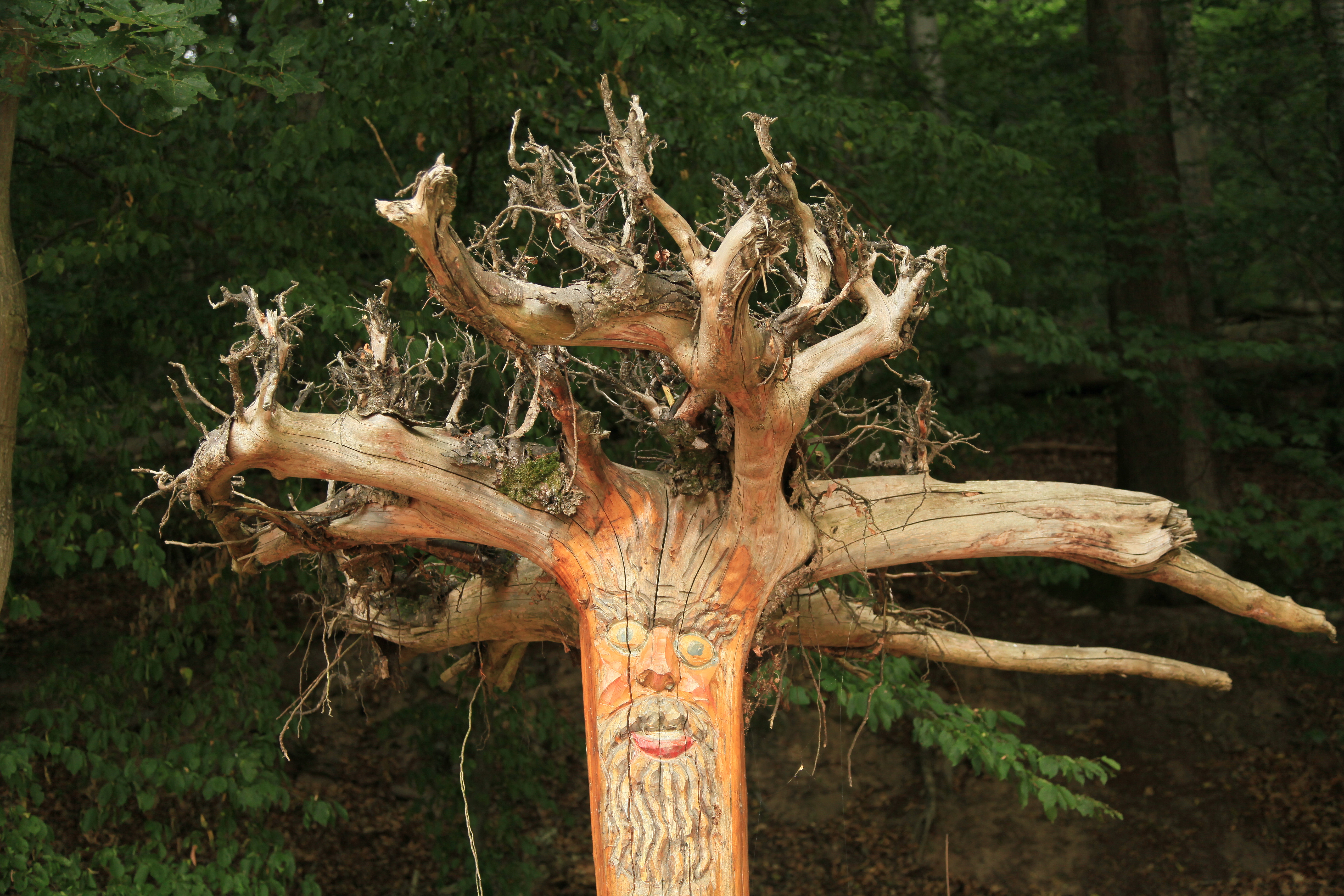
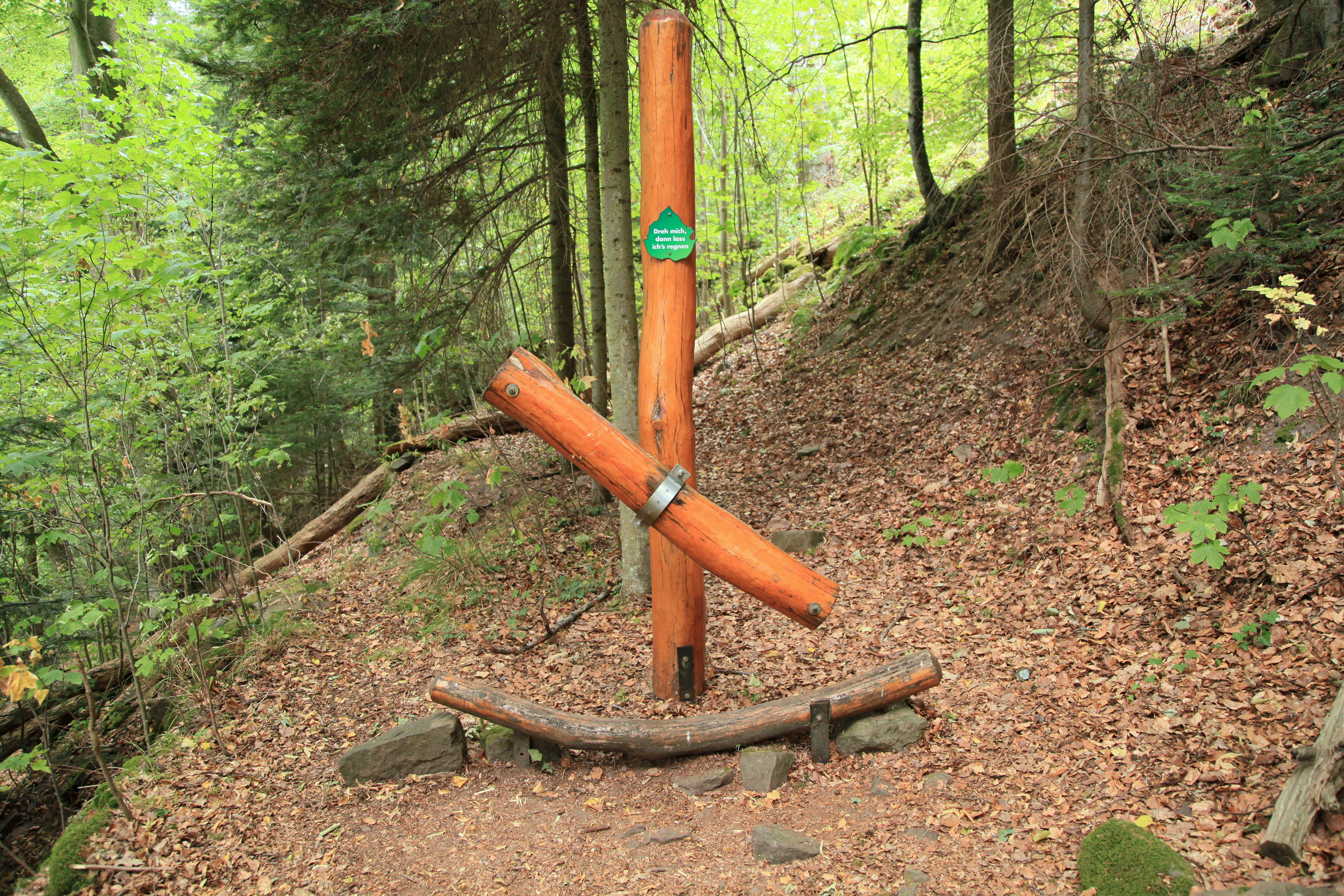
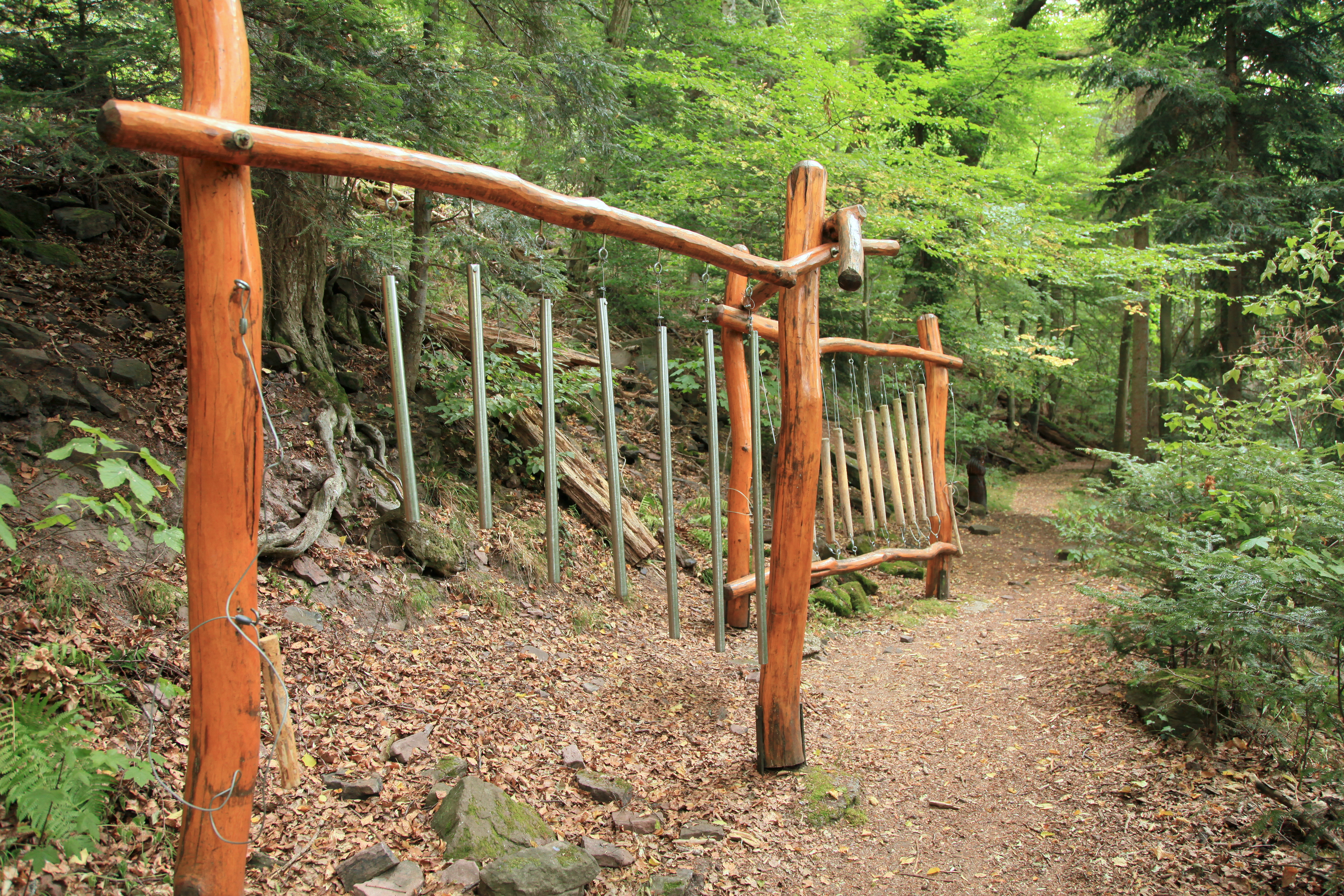
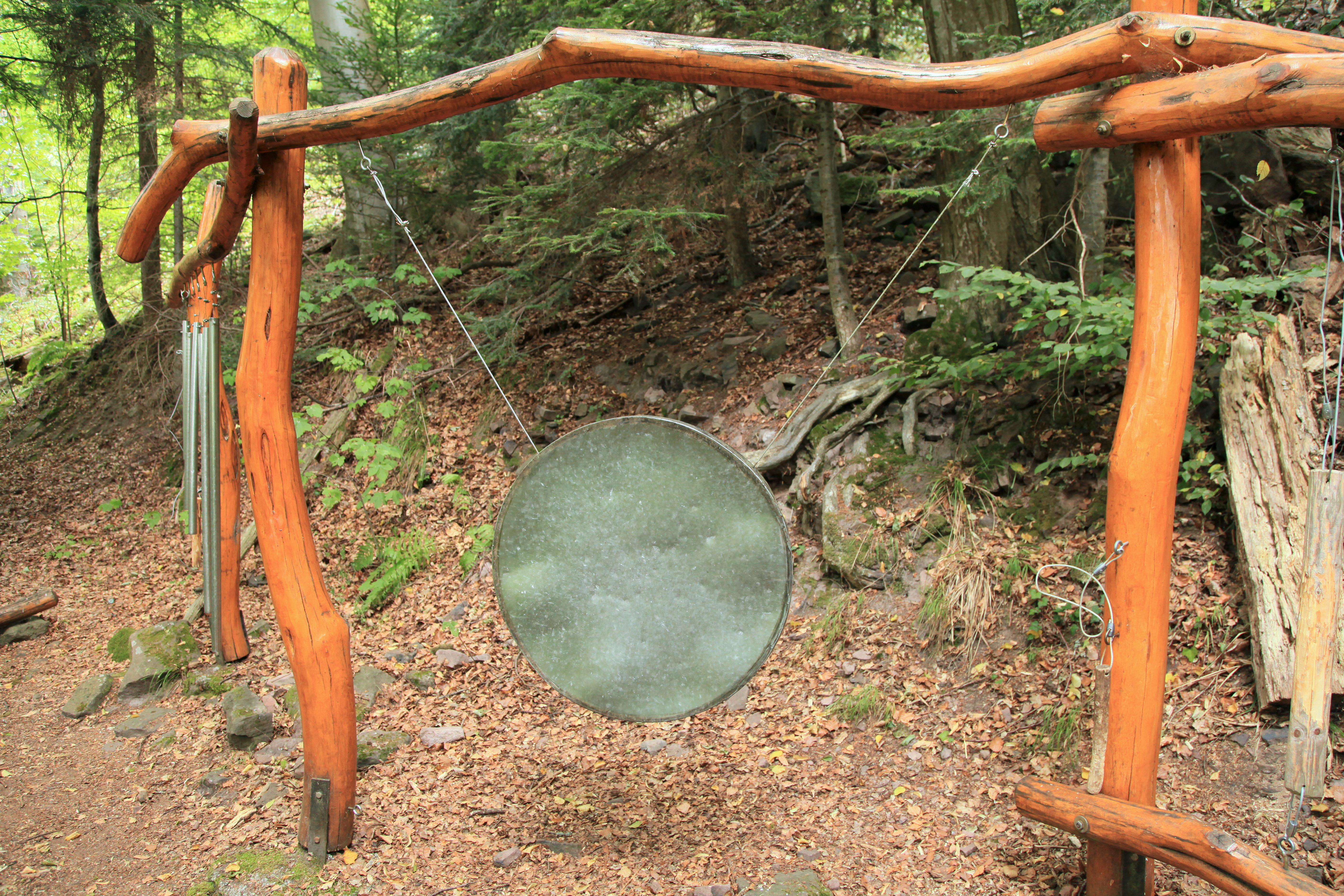
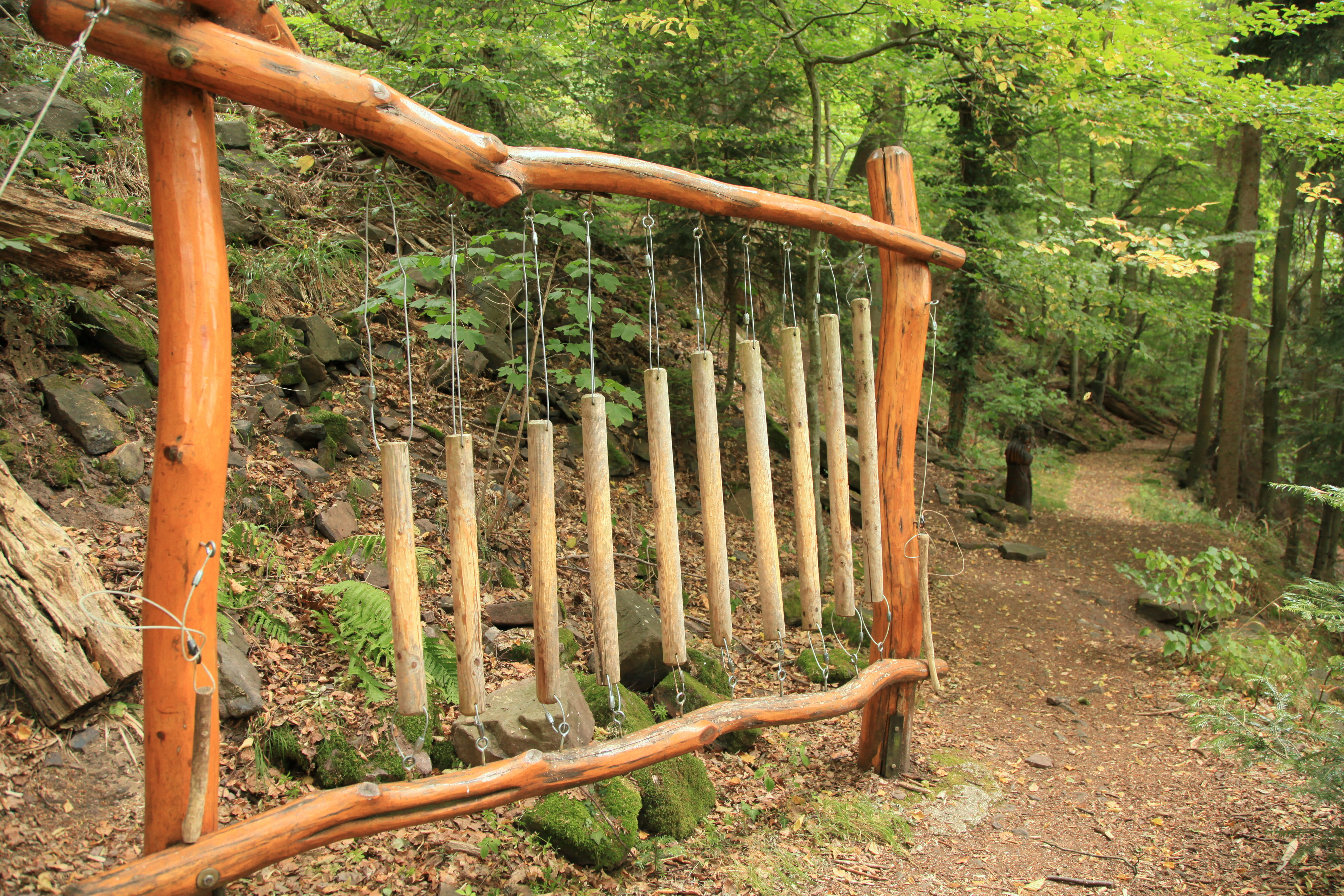
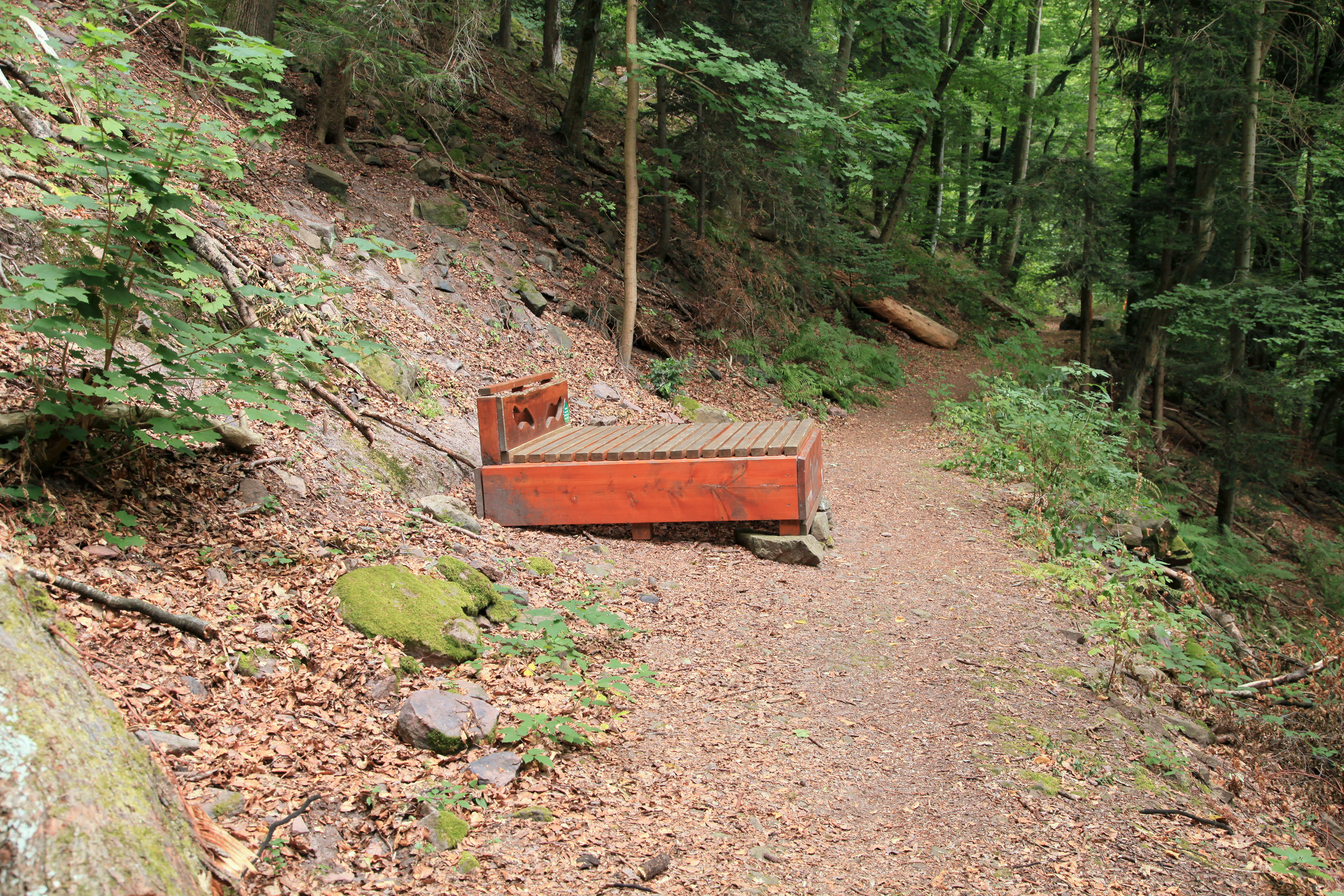
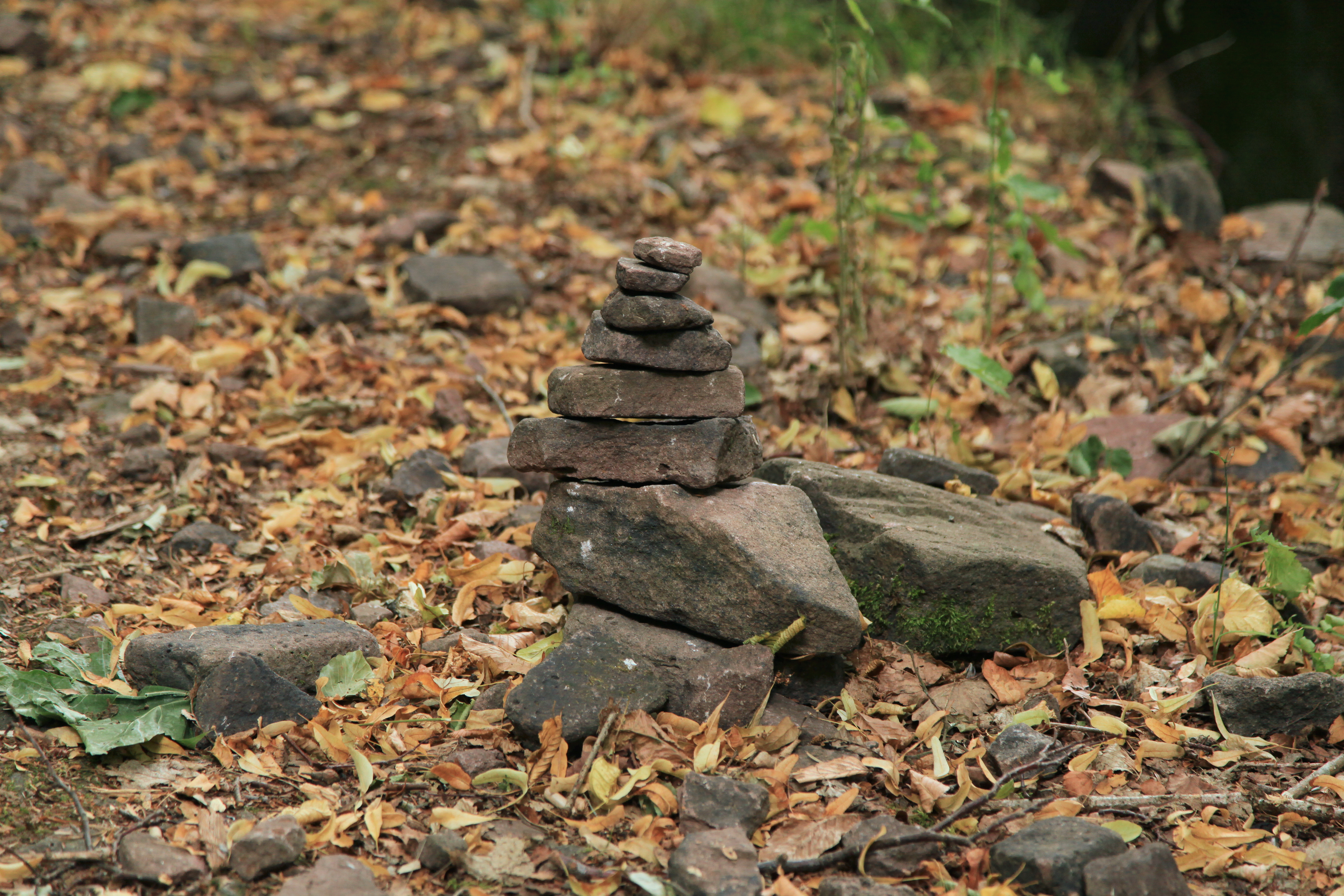
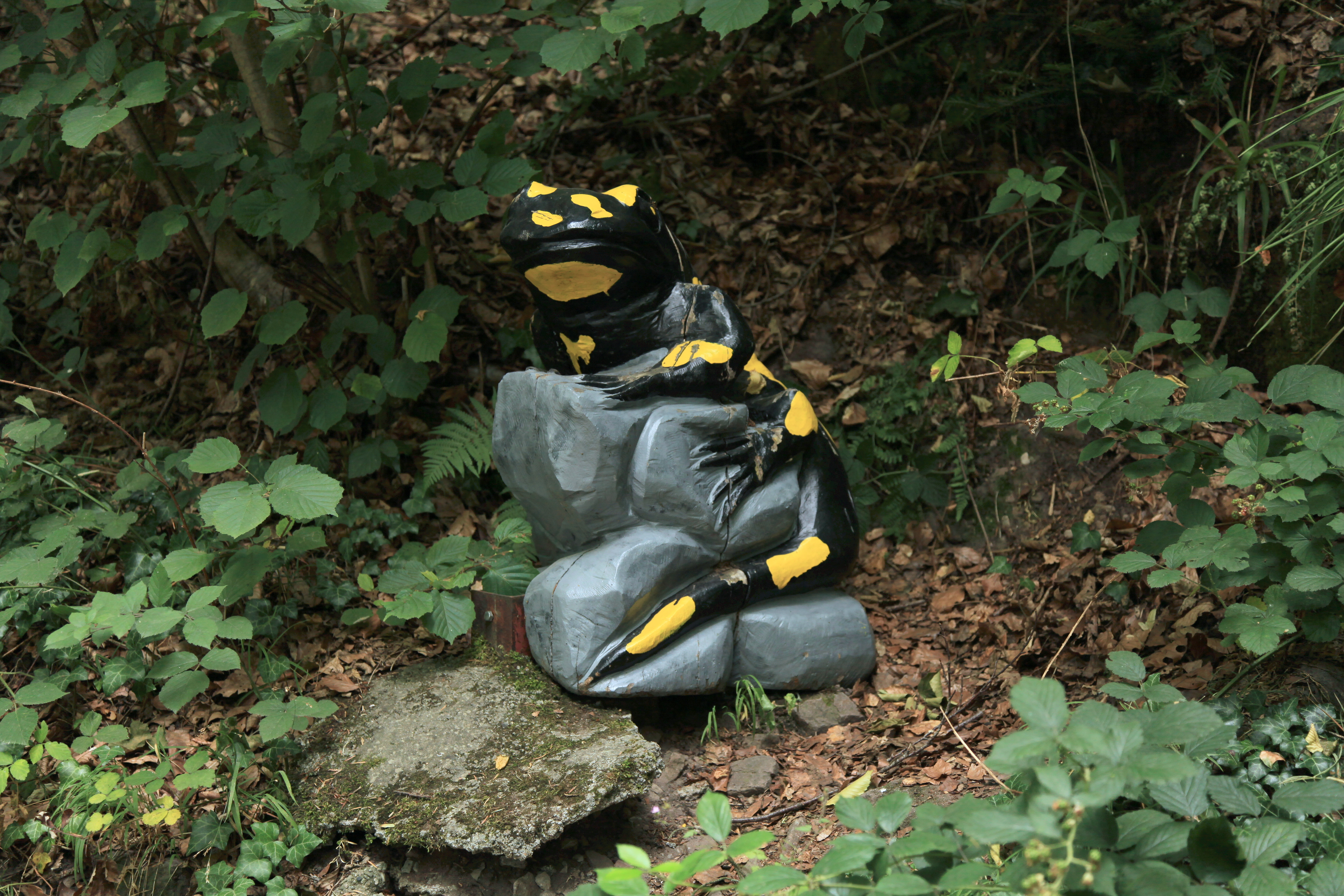